# Pelayo Sánchez
Pelayo Sánchez Mayo (Ribera de Arriba, 27 maart 2000) is een Spaanse wielrenner die anno 2024 voor Movistar Team uitkomt.

## Carrière
In zijn eerste seizoen als beroepsrenner debuteerde de Spanjaard met een 84e plek in de Ronde van Spanje 2021. Destijds reed Sánchez bij Burgos-BH. In 2024 maakte hij de overstap naar een andere Spaanse wielerploeg, Movistar Team. Namens deze ploeg won hij eind januari 2024 de Trofeo Pollença-Andratx.

## Overwinningen
2022
Jongerenklassement Volta ao Alentejo
2023
3e etappe Ronde van Asturië
2024
Trofeo Pollença-Andratx
6e etappe Ronde van Italië

## Resultaten in voornaamste wedstrijden
| Jaar | Ronde van Italië | Ronde van Frankrijk | Ronde van Spanje |
| ---- | ---------------- | ------------------- | ---------------- |
| 2021 |                  |                     | 84e              |
| 2022 |                  |                     |                  |
| 2023 |                  |                     | 37e              |
| 2024 | 40e (1)          |                     | opgave           |

| Jaar | Ronde van Lombardije | Waalse Pijl | Clásica San Sebastián |
| ---- | -------------------- | ----------- | --------------------- |
| 2021 |                      |             |                       |
| 2022 |                      |             | opgave                |
| 2023 |                      | 64e         |                       |
| 2024 | opgave               |             |                       |

## Ploegen
- 2021 –  Burgos-BH
- 2022 –  Burgos-BH
- 2023 –  Burgos-BH
- 2024 –  Movistar Team
- 2025 –  Movistar Team

Aparicio · Bol · Cabedo · Díaz (vanaf 3/6) · Domingues · Ezquerra · Fuentes · Langellotti · López-Cózar · Madrazo · Molenaar · Moreno · Muller · Navarro · Okamika · Orts · Pelegrí · Peñalver · Räim · Rubio · Sánchez · Fernández (stagiair) · Franco (stagiair) · Martin (stagiair)
Alleno · Álvarez · Angulo · Aparicio · Ardila (tot 23/8) · Barthe · Bol · Díaz · Ezquerra · Fagundez · M. Fernández · Franco · Fuentes · Langellotti · Madrazo · Mora (vanaf 9/5) · Navarro · Okamika · Orts · Pelegrí · Peñalver · Sánchez · Delgado (stagiair) · S. Fernandez (stagiair)